# Harley Benton

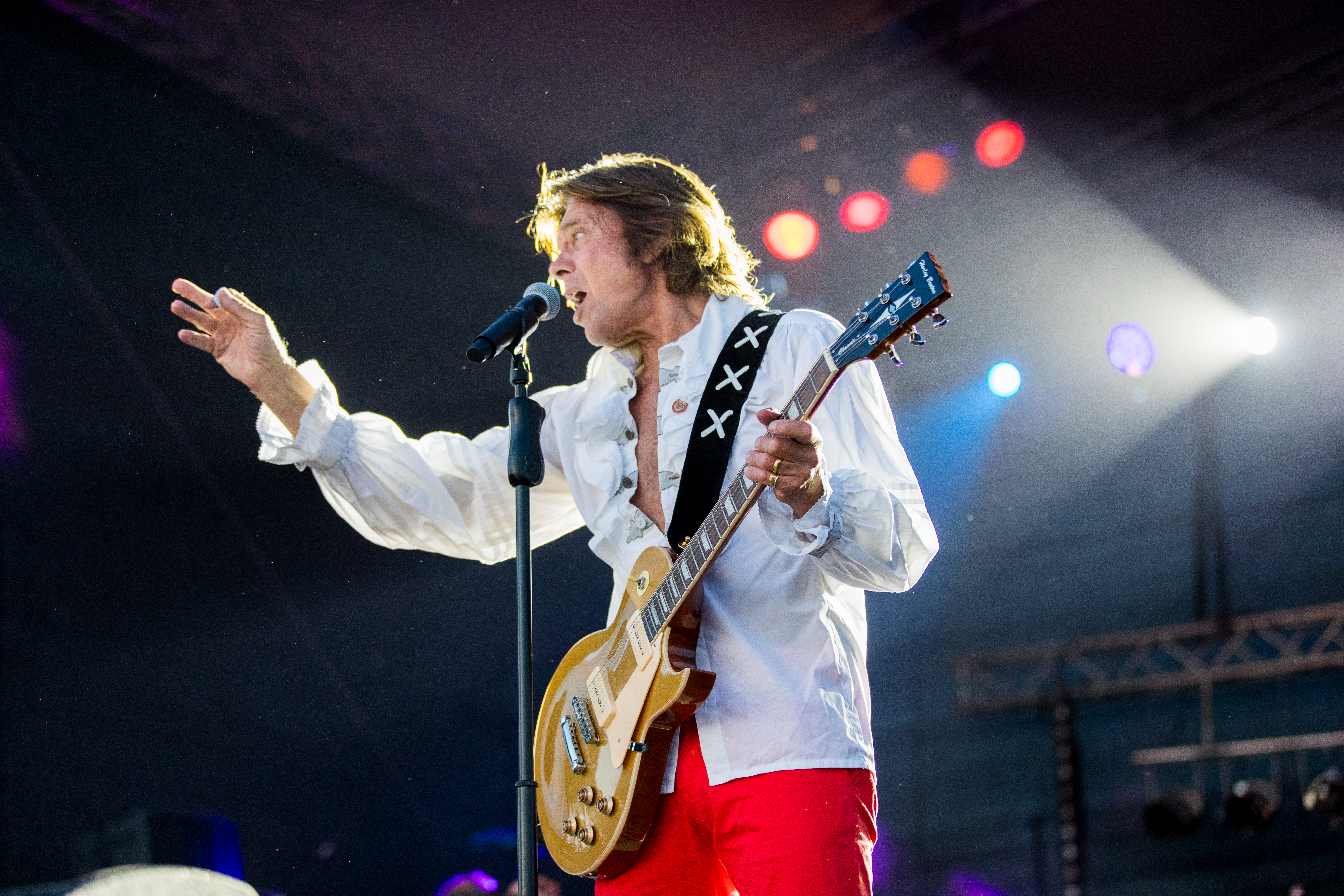
Il cantante tedesco Schlager Jürgen Drews con un modello Harley Benton Single Cut (2016)

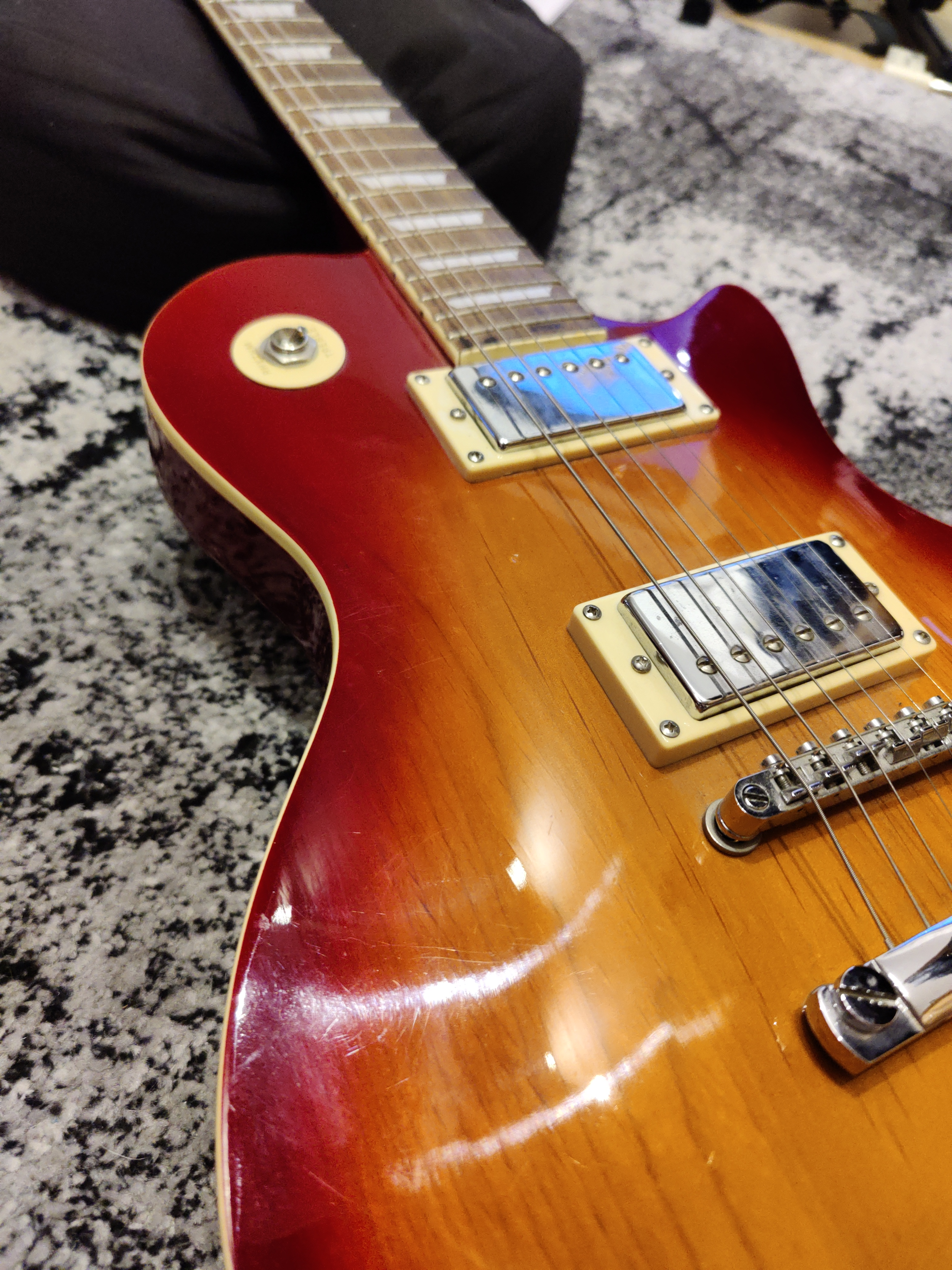
modello single cut in finitura sunburst

Harley Benton è una casa produttrice per strumenti a corda, amplificatori e armoniche di proprietà di Musikhaus Thomann, un grande commerciante di strumenti e apparecchiature audio della Baviera, Germania. 
Il marchio si rivolge generalmente al mercato low cost, cercando di offrire strumenti di qualità superiore rispetto a quelli solitamente reperibili nelle rispettive fasce di prezzo. 
La maggior parte dei prodotti Harley Benton sono chitarre di vario genere, tra cui chitarre elettriche, chitarre acustiche, chitarre classiche e bassi . Oltre alla sua produzione di chitarre, la linea di strumenti Harley Benton comprende anche banjo, mandolini, ukulele, armoniche diatoniche, violini elettrici, viole elettriche e chitarre lap steel, e anche amplificatori, pedali e corde.
Le chitarre Harley Benton vengono prodotte in circa 20 fabbriche sparse fra Cina, Indonesia e Vietnam.

## Modelli di chitarra famosi
- Chitarre elettriche (ST series, TE series, SC series, DC series, Fusion series, HB series)
- Chitarre acustiche (CLD series, CLA series, HBO series)
- Chitarre classiche (CG series, HBO series)